# 亨利十一世 (羅伊斯-施萊茨)

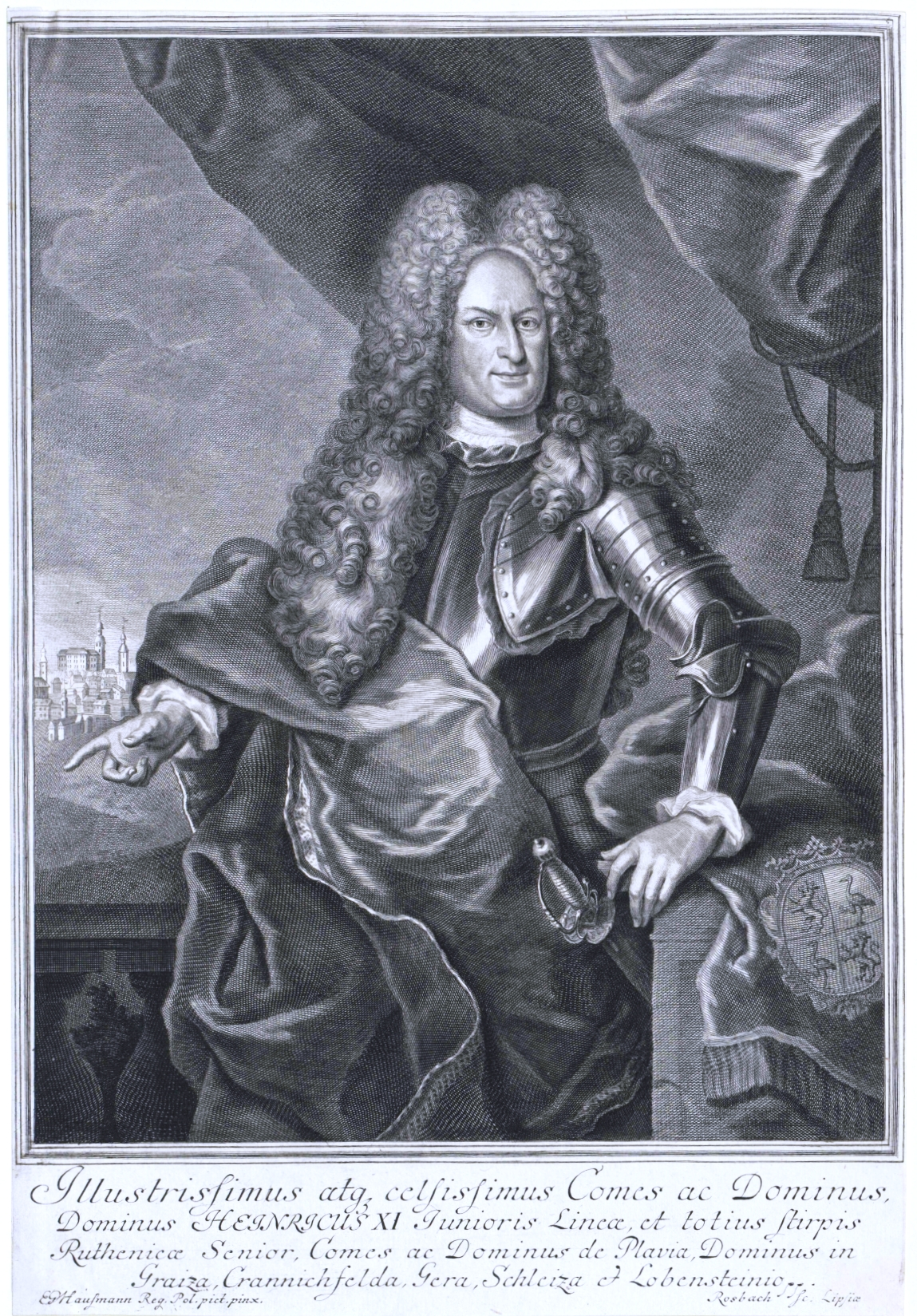
羅伊斯-施萊茨肖像畫

亨利十一世（德語：Heinrich XI，1669年4月22日—1726年7月28日），羅伊斯-施萊茨伯爵，1692年至1726年在位。父親是亨利一世。

## 家庭
1715年，亨利與霍恩洛厄-朗根堡伯爵海因里希·腓特烈的女兒奧古斯塔·多蘿西亞（Augusta Dorothea）結婚，兩人共有1子1女：
1. 亨利十二世（1716年—1784年）
2. 約翰娜·阿瑪莉埃（1722年—1729年），夭折